# ГЕС Карчам-Вангту
ГЕС Карчам-Вангту – гідроелектростанція на півночі Індії у штаті Гімачал-Прадеш. Знаходячись між ГЕС Шонтонг-Карчам (вище по течії) та ГЕС Nathpa jhakri, входить до складу каскаду на  Сатледжі, найбільшій лівій притоці Інду.
В межах проекту річку перекрили бетонною гравітаційною греблею висотою 88 метрів (від підошви фундаменту, висота від тальвегу лише 35 метрів) та довжиною 182 метра, на час будівництва якої воду відвели за допомогою тунелю довжиною 0,54 км з діаметром 10,2 метра. Гребля утримує водосховище з площею поверхні 0,6 км2 та корисним об’ємом 5,5 млн м3, в якому припустиме коливанням рівня між позначками 1799 та 1810 метрів НРМ (під час повені до 1812,4 метра НРМ).
Зі сховища ресурс надходить до чотирьох підземних камер для видалення осаду розмірами по 424х18х30 метрів. Далі підготована вода спрямовується до прокладеного під правобережним гірським масивом дериваційного тунелю довжиною 16,9 км з діаметром 10,5 метра. По завершенні він переходить у чотири напірні водоводи довжиною від 0,33 до 0,35 км кожен з діаметрами по 5 метрів. В системі також працює вирівнювальний резервуар висотою 147 метрів, перші 19 метрів якого мають діаметр 16 метрів, наступні 120 метрів виконані в діаметрі 27 метрів, а завершальна верхня частина становить собою відкритий басейн висотою 8 метрів. 
Облаштований у підземному виконанні машинний зал має розміри 121х22 метра при висоті 53 метра, крім того, спорудили окреме підземне приміщення для трансформаторного обладнання розмірами 162х16 метрів при висоті 22 метра. 
Основне обладнання станції становлять чотири турбіни типу Френсіс потужністю по 255 МВт, які використовують напір у 269 метрів та забезпечують виробництво 4131 млн кВт-год електроенергії на рік.
Відпрацьована вода потрапляє до нижньої вирівнювальної камери розмірами 220х13х14 метрів, з якої транспортується назад до річки по відвідному тунелю довжиною 1,3 км з діаметром 10,5 метра та каналу довжиною 0,12 км.